# Троицкий собор (Сумы)
Троицкий собор (укр. Троїцький собор) — православный храм в городе Сумы, Украина. Памятник архитектуры неоклассицизма начала XX века.

## История

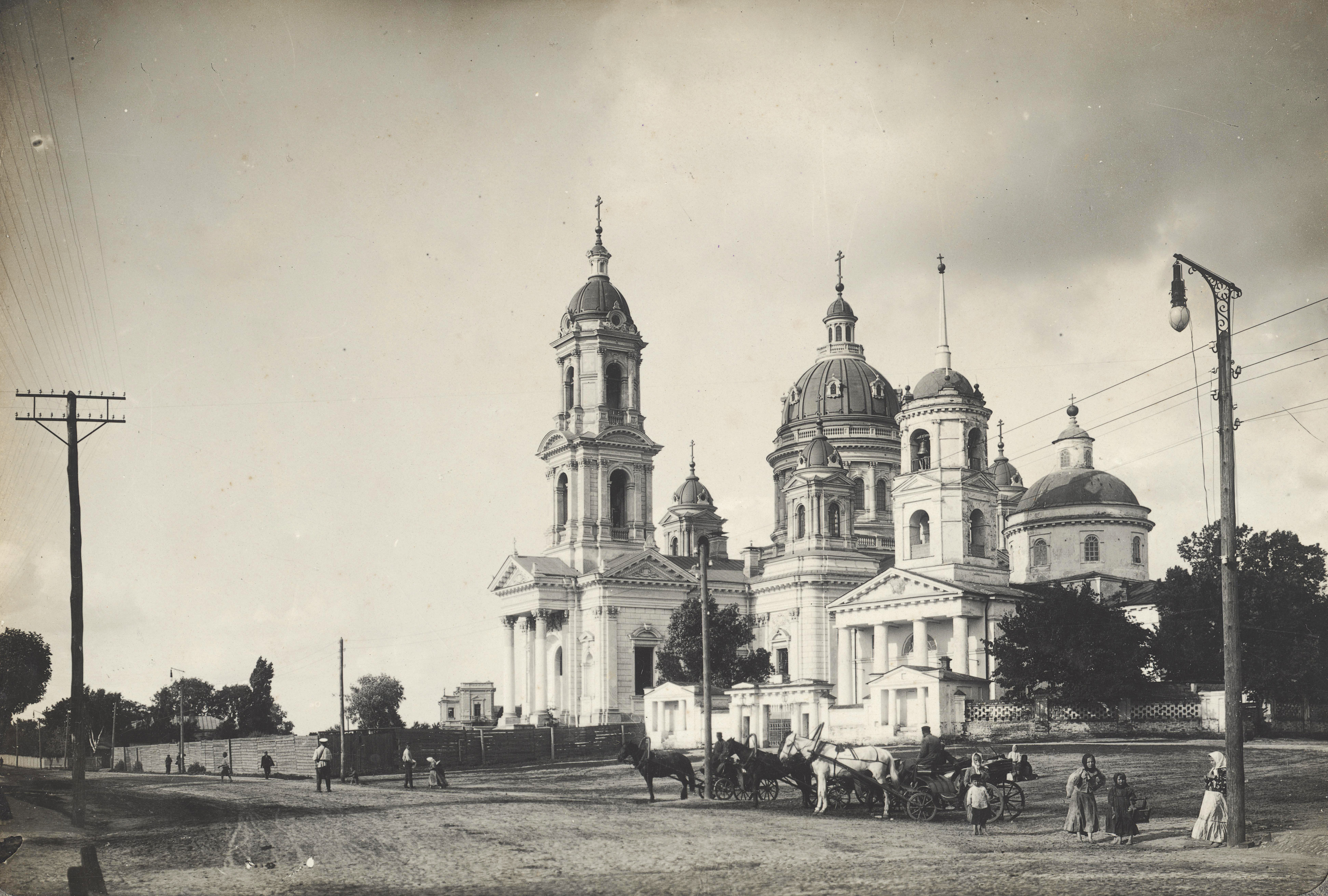
Троицкий собор, начало XX века

Закладка собора по проекту местного архитектора Карла Шольца состоялась 6 мая 1901 года. Проект мозаичного пола и церковной ограды выполнен А. В. Щусевым. Строительство храма продолжалось с перерывами до 1915 года. Освящение церкви первоначально планировалось совершить 26 сентября 1914 года, однако из-за смерти П. И. Харитоненко, финансировавшего возведение храма, оно было отложено. Получилось так, что на целых 80 лет. Сначала помешала Первая мировая, потом Гражданская война; при Советской власти здание использовалось как музей и Дом органной музыки. Лишь в 1996 году часть собора была передана верующим.

## Описание

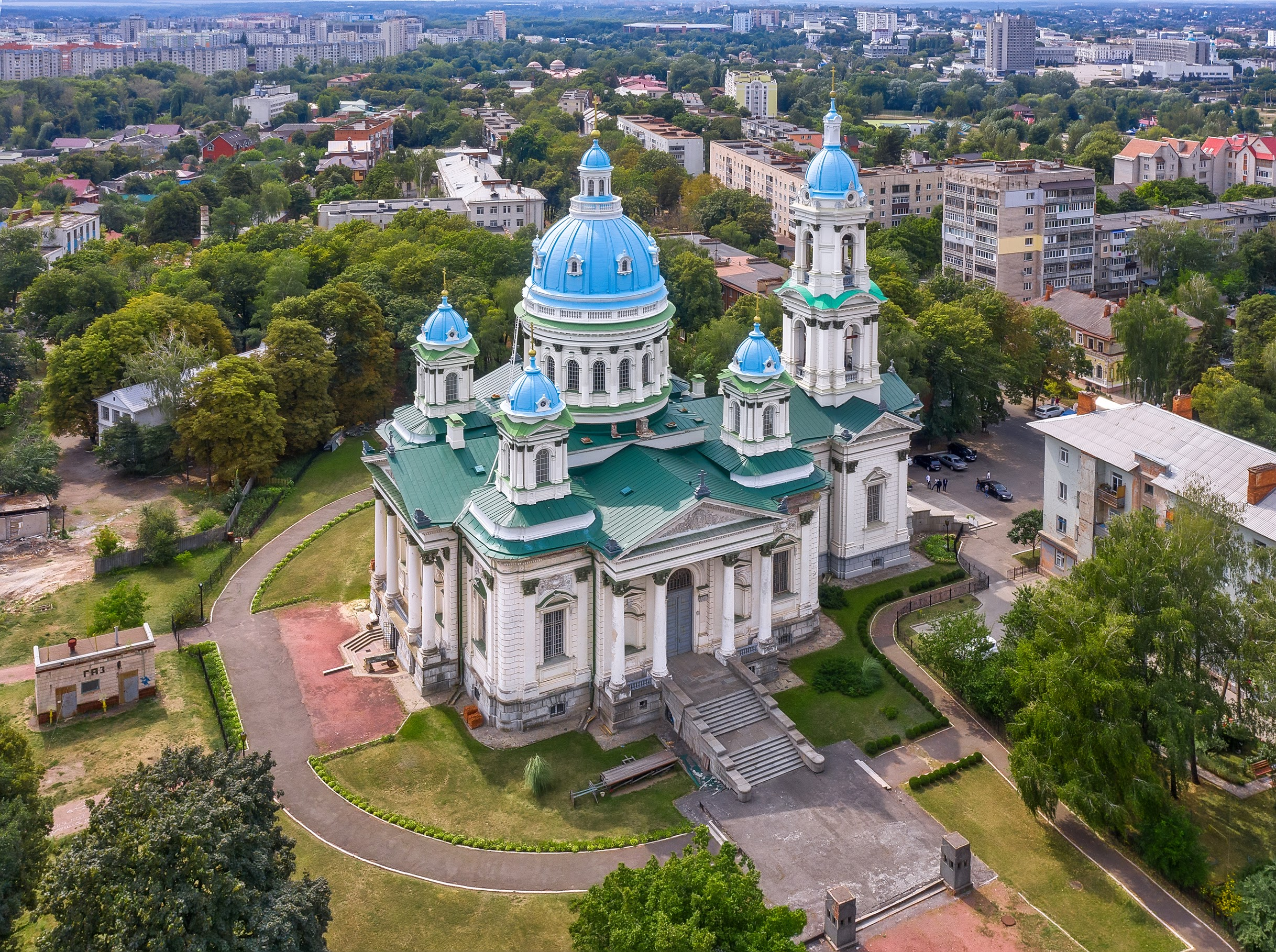
Вид сверху на Троицкий собор

Одноярусный, четырёхстолпный, квадратный в плане храм сооружён в стиле, сочетающем элементы классицизма и барокко, по образу известных памятников столичной архитектуры — Исакиевского и Троице-Измайловского соборов Санкт-Петербурга. Три фасада собора украшены портиками с колоннами коринфского ордера, к западному фасаду примыкает высокая четырёхъярусная колокольня. Стены храма декорированы растительным орнаментом.
Мраморный иконостас собора, шесть образов которого были выполнены выдающимся русским художником Михаилом Нестеровым, не сохранился. Витраж «Троица» в интерьере собора выполнен при участии Кузьмы Петрова-Водкина. Двенадцать колоколов были отлиты на заводе братьев Самгиных в Москве.
Собор расположен по адресу: Троицкая улица, дом 24-А.